# Klingnau
Klingnau (gsw. Chlingnau) – miasto i gmina (niem. Einwohnergemeinde) w Szwajcarii, w kantonie Argowia, w okręgu Zurzach. Liczy 3 540 mieszkańców (31 grudnia 2020). Leży nad rzeką Aare. 